# النفوس المعذبة (لعبة فيديو)
النفوس المعذبة  (بالإنجليزية: Tormented Souls)‏ هي لعبة ألغاز وآكشن غامضة تعتمد على البقاء من تطوير كل من استديوهات Dual Effect ونشر بيكيوب. صدرت اللعبة بشكل رسمي في 27 أغسطس 2021 وهي متوفرة على أجهزة سوني بلايستيشن 5 والحاسب الشخصي.

## الملخص

### القصة
ستتوجه البطلة كارولين ووكر إلى إحدى القصور الغامضة من أجل التحقيق في اختفاء توأمتين في قصر وينترليك الضخم، ومن هنا تبدأ رحلة الجحيم حين تستيقظ لتجد نفسها داخل إحدى غرف التجارب السريرية وقد تم اقتلاع إحدى عينيها.

### اسلوب اللعب
تعتمد اللعبة على أسلوب الرعب بطريقة كلاسيكية كالذي عرفناه في العاب الرعب القديمة مثل سلسلة ريزدنت إيفل الكلاسيكية المعروفة، وتحتوي اللعبة على ألغاز مثيرة داخل قصر مليء بالغموض والاسرار.